# Marlon Davidson
Marlon Davidson (Montgomery, 11 agosto 1998) è un giocatore di football americano statunitense che milita nel ruolo di defensive end per i Tennessee Titans della National Football League (NFL).

## Carriera universitaria
Davidson giocò a football con gli Auburn Tigers dal 2016 al 2019. Ebbe un immediato impatto nella sua prima stagione disputando tutte le 13 partite come titolare, il primo giocatore della defensive line dei Tigers a fare ciò dal 1985. Per le sue prestazioni fu inserito nella formazione ideale dei debuttanti della Southeastern Conference. L'anno seguente fu premiato come difensore della SEC della settimana per la sua prestazione contro Missouri. Nell'ultima stagione fu inserito nella formazione ideale della SEC.

## Carriera professionistica

### Atlanta Falcons
Davidson fu scelto dagli Atlanta Falcons nel corso del secondo giro (47º assoluto) del Draft NFL 2020. Nella sua stagione da rookie mise a segno 8 tackle e un passaggio deviato in 8 presenze.

### San Francisco 49ers
L'8 maggio 2023 Davidson firmò con i San Francisco 49ers.

### Tennessee Titans
Il 25 ottobre 2023 Davidson firmò con la squadra di allenamento dei Tennessee Titans practice squad.